# Nosy Ambariovato
Nosy Ambariovato är en ö i Madagaskar. Den ligger i den norra delen av landet. Arean är 25,0 kvadratkilometer.
Terrängen på Nosy Ambariovato är kuperad. Ön sträcker sig 6,6 kilometer i nord-sydlig riktning, och 5,3 kilometer i öst-västlig riktning. Den är täckt av skog.  